# Ratatosk

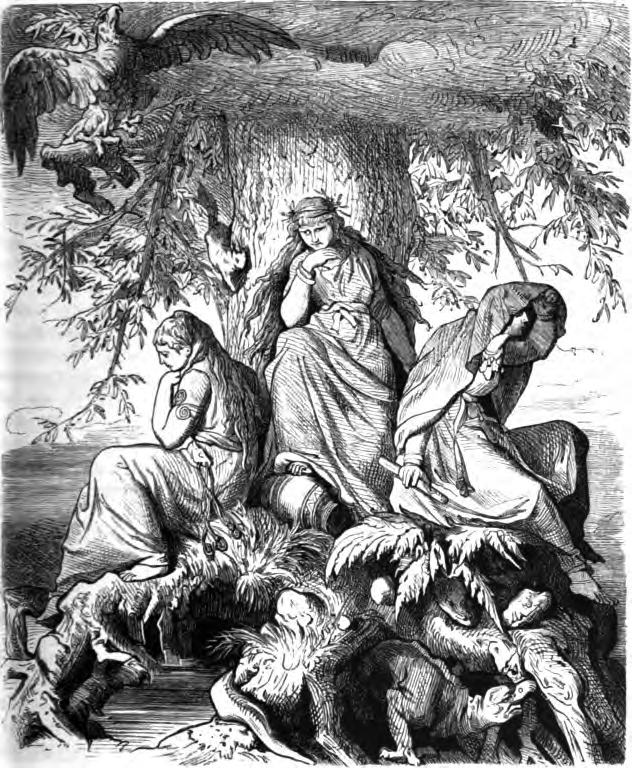
Ratatosk na kmeni Yggdrasilu, na větvi vševědoucí orel, u kmene tři norny, u kořenů drak Nidhögg (obrázek Ludwiga Burgera, 1882)

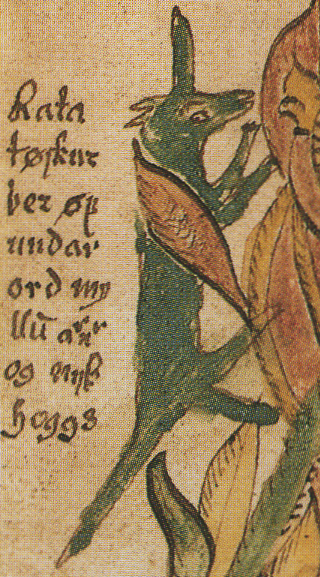
Ratatosk (obrázek z islandského rukopisu ze 17. století)

V severské mytologii je Ratatoskr (v českém přepisu Ratatosk, obojí znamená „vrtající zub“) veverka, která pobíhá nahoru a dolu po kmeni jasanu Yggdrasilu a nosí Ódinovi zprávy z Midgardu. Hlavně ale přenáší urážky mezi drakem Nidhöggem v kořenech Yggdrasilu a moudrým orlem (někdy zmiňován kohout) v jeho koruně, který pozoruje svět a mezi jehož očima sídlí jestřáb Vedrfölni. Také mezi nimi podněcuje hádky a proto se stala symbolem nesvornosti a sváru.